# Mine de Prominent Hill
La mine de Prominent Hill est une mine à ciel ouvert de cuivre, de zinc et d'or située dans l'état d'Australie-Méridionale en Australie,,,,,.